# Royal Musselburgh Golf Club

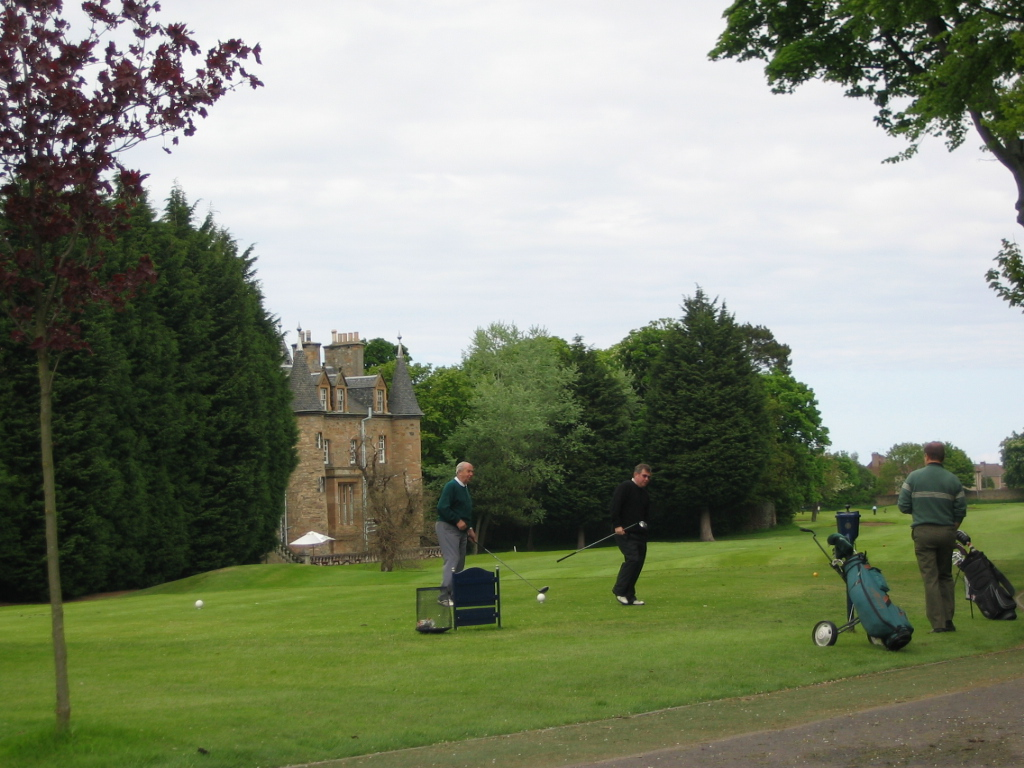
Prestongrange House

De Royal Musselburgh Golf Club is een golfclub nabij de Schotse plaats Prestongrange. Het is een van de oudste golfclubs van de wereld.

## Geschiedenis
De club werd in 1774 opgericht als de Musselburgh Golf Club en was tot 1926 gevestigd op de Levenhall Links in Musselburgh. In dat jaar werd voor het eerst om de Old Club Cup gespeeld. Dit is voor zover bekend de oudste golftrofee ter wereld die tot heden wordt verspeeld. Pas in 1872 werd het eerste clubhuis geopend.
In 1811 werd de eerste dameswedstrijd gespeeld.
In 1876 vereerde prins Arthur de club met het predicaat koninklijk. Hij bleef erelid van de club tot zijn overlijden in 1942.
In 1908 fuseerde de club met de New Club, die ook op de links speelde.
In 1926 verhuisde de club naar het landgoed van Prestongrange House. Het clubhuis werd ondergebracht in het historische huis uit de 12de eeuw.  Hier staat de Old Club Cup tentoongesteld. De 18-holes parkbaan werd aangelegd door James Braid.